# Maleo (Itália)
Maleo é uma comuna italiana da região da Lombardia, província de Lodi, com cerca de 3.322 habitantes.

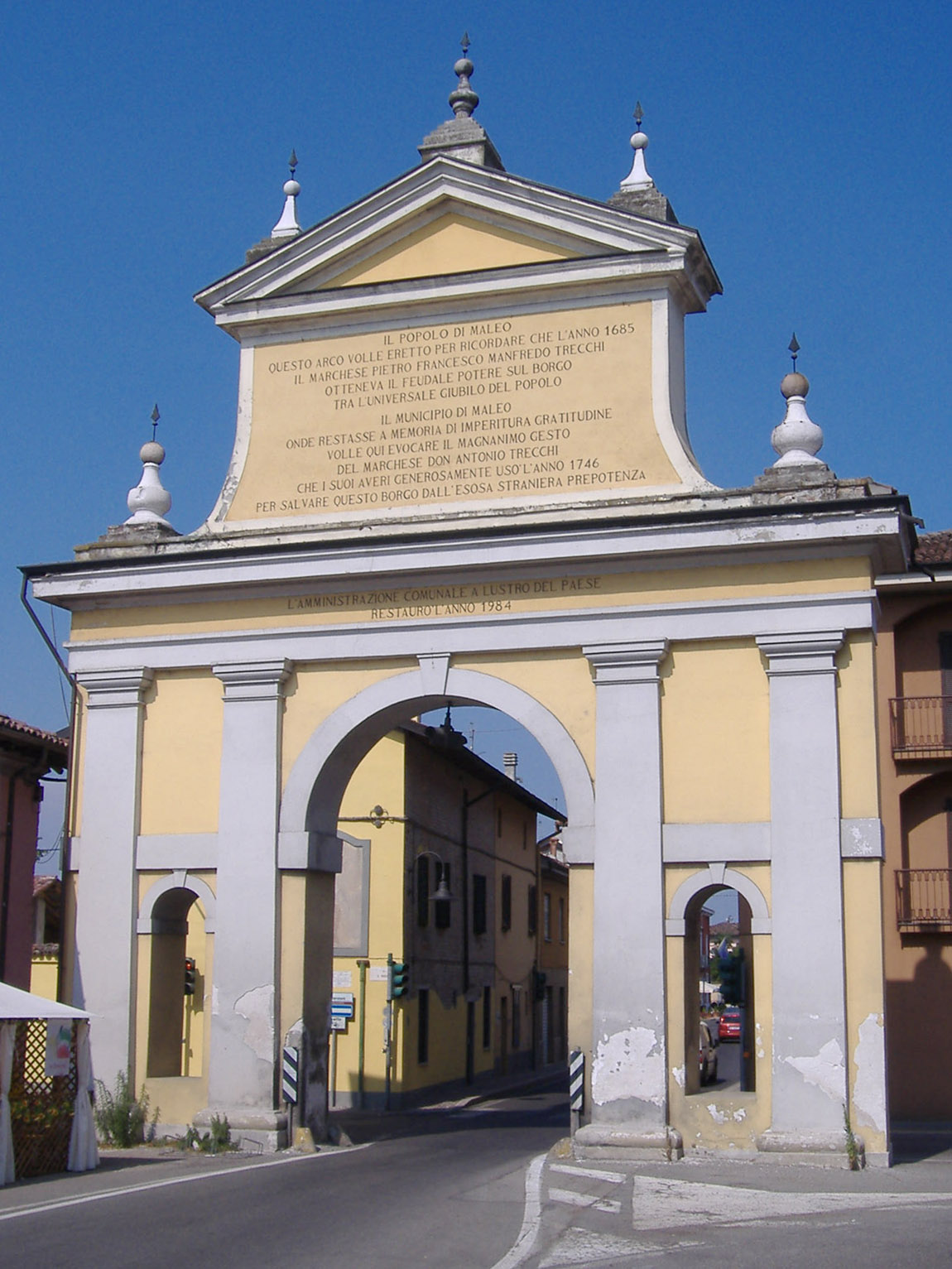
O famoso Arco Antonio Trecchi na entrada da cidade, 1685.

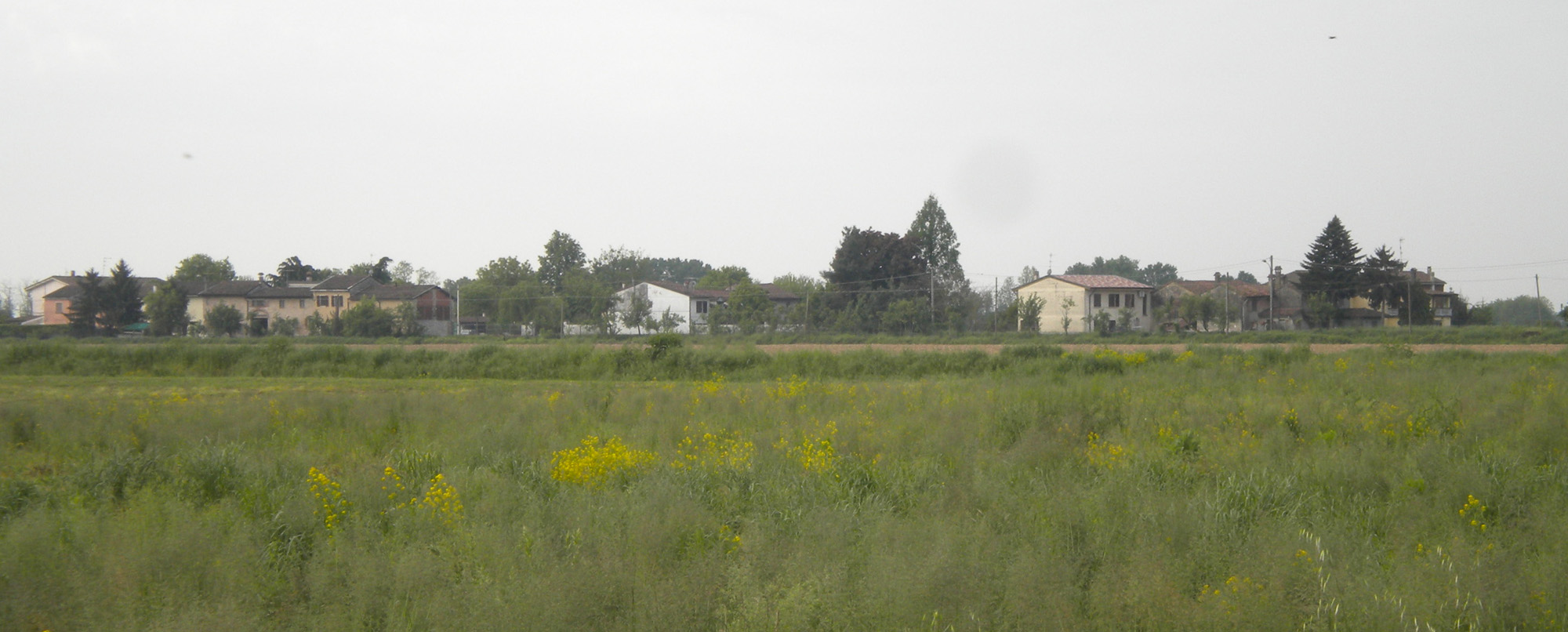
Panorama do bairro Casenuove.

Estende-se por uma área de 20 km², tendo uma densidade populacional de 166 hab/km².
Faz fronteira com Pizzighettone (CR), Cavacurta, Codogno, Cornovecchio, Corno Giovine, San Fiorano, Santo Stefano Lodigiano.

## Demografia
| Variação demográfica do município entre 1861 e 2011                               |
|                                                                                   |
| Fonte: Istituto Nazionale di Statistica (ISTAT) - Elaboração gráfica da Wikipedia |